# Marienglas

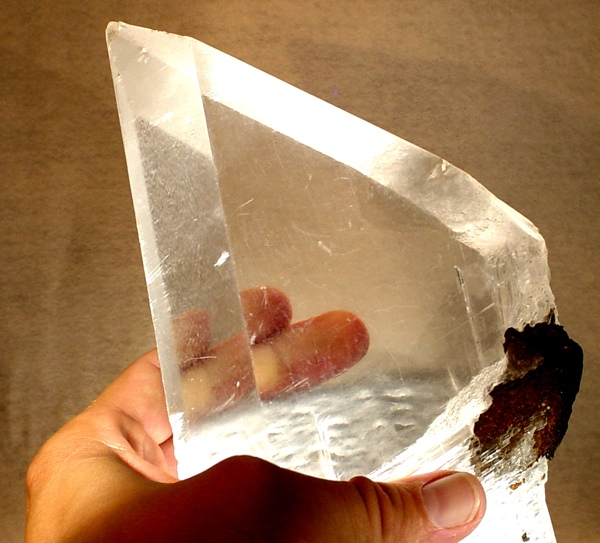
Praktisch durchsichtiger Gips in der Varietät Marienglas

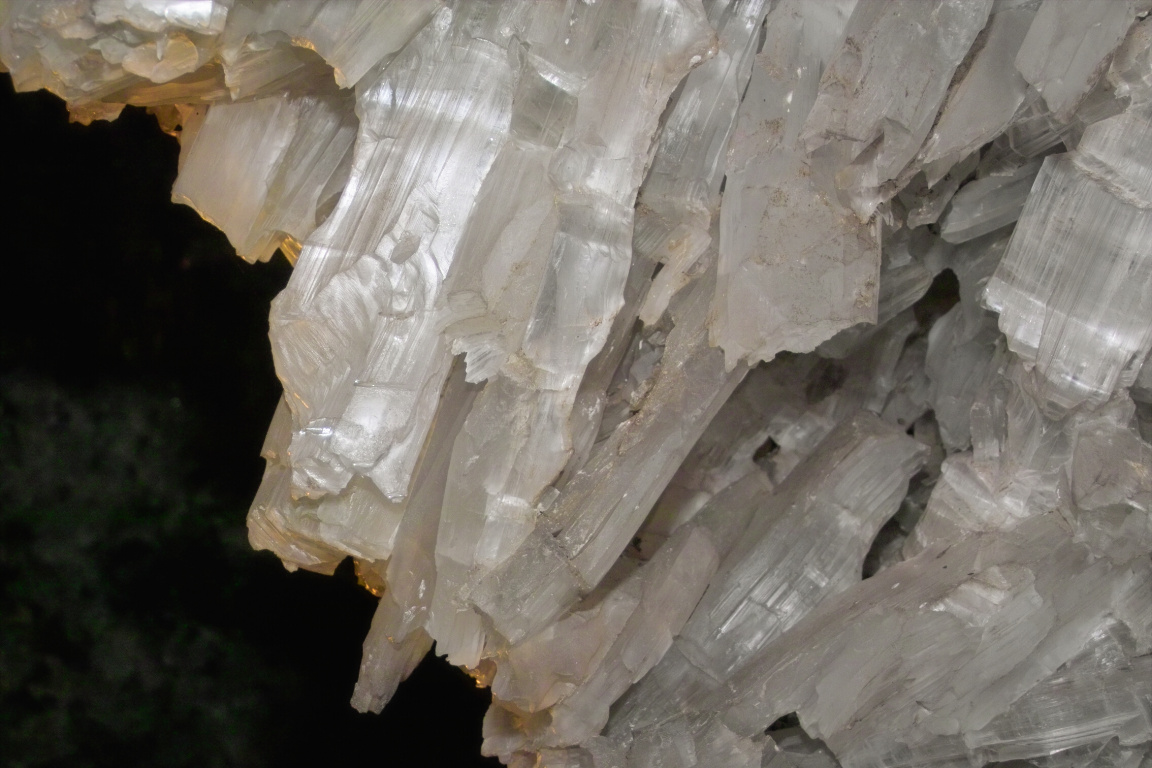
Marienglas an der Höhlenwand der Marienglashöhle

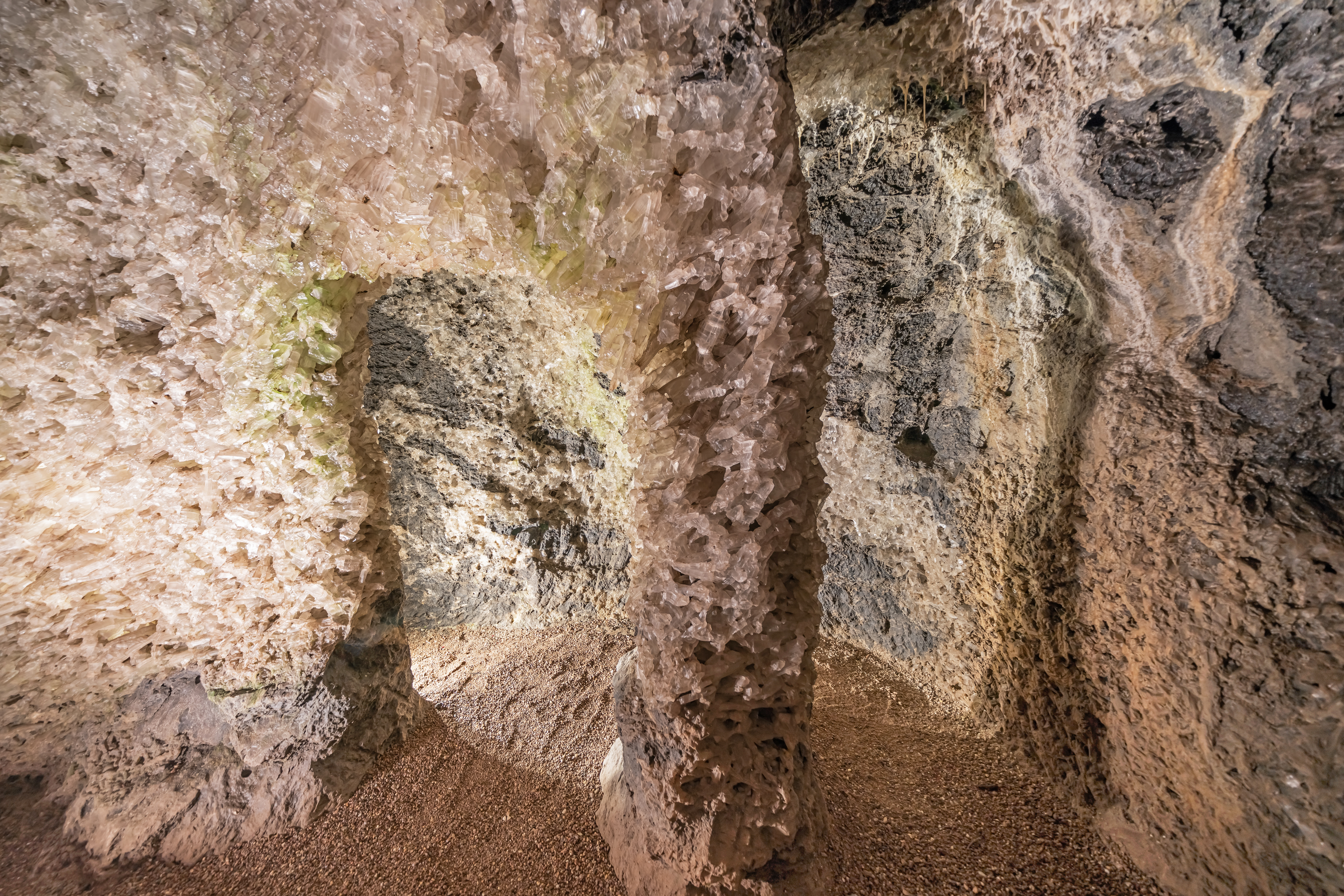
Marienglashöhle Friedrichroda

Marienglas, auch als Fraueneis, Frauenglas, Selenit oder Spiegelstein bekannt, ist eine Varietät des Minerals Gips und damit chemisch gesehen wasserhaltiges Calciumsulfat (CaSO4·2 H2O) von besonders hoher Reinheit. Die großen, durchsichtigen Kristalle lassen sich sehr gut in dünne Blättchen spalten.

## Etymologie und Geschichte
Der Name Selenit geht auf den schwedischen Chemiker und Mineralogen Johan Gottschalk Wallerius (1709–1785) zurück, der ihn synonym für transparenten Gips verwendete. Das Wort leitet sich von der griechischen Mondgöttin Selene ab. Es wird vermutet, dass Wallerius durch die blass-blaue Reflexion des Minerals, ähnlich dem Mondlicht, zu diesem Namen inspiriert wurde.
Der in Deutschland gebräuchliche Name Marienglas entstand durch die Verwendung als Glasscheibenersatz vor Marienbildern und in Reliquienbehältern, denn die dünnen Blättchen waren im Gegensatz zum damaligen Glas blasenfrei und gleichmäßig dick. Mindestens seit dem 15. Jahrhundert ist zudem der Begriff Fraueneis belegt. Durch die Verwendung zum Schutz von Marienbildern wird es in einigen Regionen auch als Frauenglas bezeichnet.
Die Bezeichnung Lapis specularis (deutsch Spiegelstein) wurde bereits von den Römern verwendet und ist unter anderem durch Plinius überliefert. Allerdings galt diese Bezeichnung auch für das Mineral Muskovit, mit dem das Marienglas noch bis ins 18. Jahrhundert vielfach verwechselt wurde.
Zu römischer Zeit befanden sich die bedeutendsten Vorkommen in Kleinasien und Nordafrika. Das zu dieser Zeit mit Abstand größte Vorkommen in Europa befand sich nahe der antiken Stadt Segóbriga (heute Cuenca) in Spanien. Es ist überliefert, dass Plinius die dortigen Minen im Jahre 76 besuchte. Reste der antiken Bergbautätigkeit sind dort bis heute zu finden. Aufgrund der Seltenheit größerer Selenitkristalle blieben Fensterscheiben aus diesem Material Prestige- und Luxusobjekte. Es ist bekannt, dass in Rom einige öffentliche Bäder Scheiben aus Selenit besaßen. Da die Größe der Kristalle begrenzt ist, wurden quadratische Spaltstücke zu größeren Scheiben, ähnlich den heutigen Butzenscheiben zusammengesetzt. Der Überlieferung nach besaß Kaiser Tiberius ein Gewächshaus mit Scheiben aus Lapis specularis.

## Bildung und Fundorte
Marienglas entsteht durch die Eindampfung entsprechender Calciumsulfat-Lösungen oder aus der Metamorphose von Anhydrit.
Berühmt für ihr Marienglas ist die Kristallgrotte in der Marienglashöhle bei Friedrichroda im Thüringer Wald. Die überhaupt größten natürlich gewachsenen Kristalle der Welt entdeckte man vor einiger Zeit in der Mine von Naica in Nordmexiko. Die Höhlen enthalten bis zu 14 m lange und bis zu 50 Tonnen schwere Kristalle aus Selenit.

## Verwendung
Bereits von den Römern wurde Marienglas zur Herstellung von Fenstern verwendet. Zwar war zu dieser Zeit Glas schon bekannt, doch war die Qualität, Ebenheit und Transparenz nicht so gut, dass hieraus Fensterscheiben gefertigt werden konnten. Der römische Gelehrte Plinius der Ältere (23/24–79) beschrieb in seiner Enzyklopädie Naturalis historia den Abbau und die Verarbeitung von Lapis specularis zu Fensterscheiben und Lampen.

## Manipulationen und Imitationen
Marienglas darf nicht mit Glimmer verwechselt werden. Dies kann man leicht überprüfen: Erhitzt man es über einer Flamme, färbt sich Marienglas weiß und zerfällt zu Pulver. Bei alten Öfen wird das Material für die Sichtfenster häufig als Marienglas beschrieben. Diese bestehen jedoch in der Regel aus Glimmer. Dadurch, dass Selenit in der Hitze zerfällt, ist es für diese Anwendung nicht geeignet.